# Васюсино
Васюсино— деревня в Калязинском районе Тверской области, входит в состав Алфёровского сельского поселения.

## География
Деревня находится на правом берегу Волги в 8 км на северо-восток от райцентра города Калязина.

## История
Село упоминается в подлинной писцовой книге 1628-1629 годов по Кашинскому уезду. Село значилось за стольником за князем Иваном Васильевичем Куракиным, а в нем церковь введение Пресвятой Богородицы да предел Ивана Предтечи. В клировых ведомостях 1796 года в селе числилась деревянная Введенская церковь, построенная в 1718 году.
В 1800 году в селе была построена каменная Введенская церковь с 2 престолами, метрические книги с 1780 года.
В конце XIX — начале XX века село входило в состав Степаповской волости Калязинского уезда Тверской губернии. 
С 1929 года деревня входила в состав Чигиревского сельсовета Калязинского района Кимрского округа Московской области, с 1935 года — в составе Калининской области, с 1994 года — в составе Чигиревского сельского округа, с 2005 года — в составе Алфёровского сельского поселения.

## Население
| 1859 | 1888 | 2002 | 2010 |
| ---- | ---- | ---- | ---- |
| 104  | ↗117 | ↘7   | ↘1   |